# 维尔河畔泰西
维尔河畔泰西（法語：Tessy-sur-Vire，法語發音：[tɛsi syʁ viʁ]）是法国芒什省的一个旧市镇，属于圣洛区。2016年，维尔河畔泰西与市镇费尔瓦什合并为新市镇泰西博卡日。

## 地理
维尔河畔泰西（48°58'28"N, 1°3'39"W）面积15.9 平方千米，位于法国诺曼底大区芒什省，该省份为法国西北部沿海省份，西、北、东北三面环大西洋，东起顺时针与卡爾瓦多斯省、奧恩省、马耶讷省和伊勒-维莱讷省接壤。
与维尔河畔泰西接壤的市镇（或旧市镇、城区）包括：蓬法尔西。

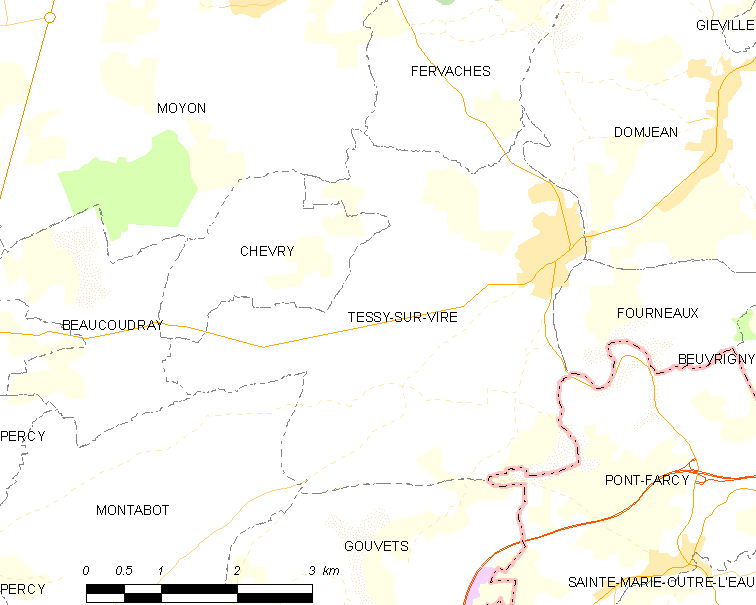
维尔河畔泰西的OSM定位图

维尔河畔泰西的时区为UTC+01:00、UTC+02:00（夏令时）。

## 行政
维尔河畔泰西的邮政编码为50420，INSEE市镇编码为50592。

## 政治
维尔河畔泰西所属的省级选区为维尔河畔孔代县。

## 人口

1962-2008年间维尔河畔泰西人口变化图示

维尔河畔泰西于2018年1月1日时的人口数量为1425人。